# Cophura painteri
Cophura painteri là một loài ruồi trong họ Asilidae. Cophura painteri được Pritchard miêu tả năm 1943. Loài này phân bố ở vùng Tân Bắc giới.